# Barragem Romana de Álamo
A Barragem romana de Álamo é uma antiga estrutura hidráulica romana situada junto à localidade de Álamo, no município de Alcoutim, na região do Algarve, em Portugal.
A Barragem romana de Álamo está classificado como Imóvel de Interesse Público desde 1992.

## Caracterização
Esta estrutura situa-se no Barranco da Fornalha, um afluente do Rio Guadiana, sendo formada por um muro de planta rectilínea com cerca de 40 m de comprimento, sustentado por contrafortes.
Servia uma villa, situada a aproximadamente 100 m a jusante, e incluía uma oficina, que poderia ter sido utilizada em tinturaria.